# 29655 Yarimlee
A 29655 Yarimlee (ideiglenes jelöléssel (29655) 1998 WH10) a Naprendszer kisbolygóövében található aszteroida. A LINEAR projekt keretében fedezték fel 1998. november 21-én.